# 450

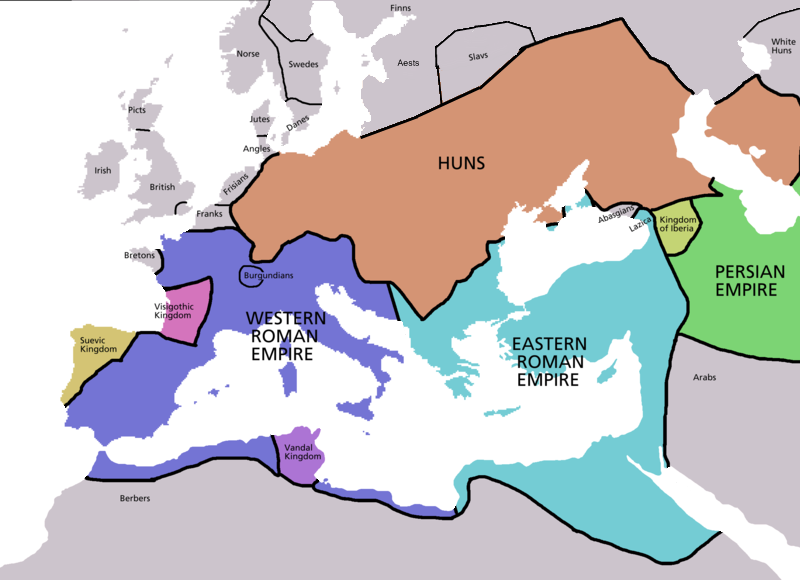
Európa 450-ben

Évszázadok: 4. század – 5. század – 6. század
Évtizedek: 400-as évek – 410-es évek – 420-as évek – 430-as évek – 440-es évek – 450-es évek – 460-as évek – 470-es évek – 480-as évek – 490-es évek – 500-as évek
Évek: 445 – 446 – 447 – 448 –  449 – 450 – 451 – 452 – 453 – 454 – 455

## Események

### Nyugat- és Keletrómai Birodalom
- III. Valentinianus nyugatrómai császárt és Gennadius Avienust választják consulnak.
- III. Valentinianus kicsapongó életet élő nővérét, Honoriát hozzá akarja kényszeríteni egy szenátorhoz. Honoria levelet ír Attilának, amelyben segítségét kéri és gyűrűt küld neki, amit a hun király úgy értelmez, hogy feleségül akar menni hozzá. Az ajánlatot ürügyként használva hozományként a Nyugatrómai Birodalom felét követeli Valentinianustól és felkészül a háborúra.
- A 49 éves II. Theodosius keletrómai császár leesik a lováról és sérüléseibe röviddel később, július 28-án belehal. Mivel fia nincs, örökösödési válság lép fel. Konstantinápolyba visszatér a császár nővére, Pulcheria, aki sokáig dominálta a keletrómai politikát (és 441 körül Chrysaphius eunuch tanácsára küldték el a fővárosból). Az udvar főtisztviselői egy hónapnyi tanácskozás után a viszonylag alacsony származású, 58 éves Marcianust, Aspar főparancsnok bizalmasát választják meg császárnak. Marcianus helyzete megerősítése érdekében feleségül veszi az 51 éves, szüzességi fogadalmat tett Pulcheriát. Chrysaphius eunuchot kivégzik.
- Marcianus leállítja a hunoknak fizetendő éves adó kifizetését.
- Meghal Chlodio, a száli frankok királya. Fiai viszálykodni kezdenek az utódláson; az idősebb Attila, a fiatalabb (Merovech) Aetius segítségét kéri.

### Perzsia
- II. Jazdagird király hadjáratot indít a kidarita hunok ellen, elfoglalja városaikat és számos foglyot ejt.

## Születések
- I. Justinus, bizánci császár
- Gunthamund, vandál király
- Thrasamund, vandál király
- Hormisdas, római pápa
- Kenzó, japán császár

## Halálozások
- július 28. – II. Theodosius, keletrómai császár
- november 27. - Galla Placidia, I. Theodosius lánya, régens
- Aranyszavú Szent Péter, Ravenna püspöke
- Chrysaphius, keletrómai politikus
- Chlodio, frank király

## Fordítás
- Ez a szócikk részben vagy egészben  a(z)   450 című angol Wikipédia-szócikk ezen változatának fordításán alapul.  Az eredeti cikk szerkesztőit annak laptörténete sorolja fel. Ez a jelzés csupán a megfogalmazás eredetét és a szerzői jogokat jelzi, nem szolgál a cikkben szereplő információk forrásmegjelöléseként.